# Medardus Höbelt
Medardus Höbelt (* 2. Juli 1914 in Weißkirchlitz bei Teplitz-Schönau; † 1. Februar 2011 in Altenburg) war ein deutscher Musiker, Maler und Kirchenraumgestalter.

## Leben
Bereits als Kind von künstlerischem Schaffensdrang erfüllt, studierte Höbelt von 1932 bis 1936 zunächst Musik in München. Anschließend absolvierte er eine Ausbildung an der Staatsfachschule für Keramik in Teplitz-Schönau, u. a. bei Johannes Wazal (1887–1945). 1938 wurde er zum Wehrdienst eingezogen. Während des Zweiten Weltkrieges kämpfte er an verschiedenen Fronten. Nachdem er aus englischer Kriegsgefangenschaft entlassen worden war, gelangte er nach Wolfenbüttel, wo er vorübergehend Arbeit fand. 1948 begann er ein Studium an der Kunstakademie in Dresden. Dort war er Schüler von Professor Bruno Seener. Anschließend arbeitete er als Kunstmaler in einer Firma für Dekorationsmalerei. Hierbei erlernte er auch die Technik der Wand- und Freskenmalerei.
Ab 1952 war er freischaffend als Mitglied des Verbands Bildender Künstler der DDR in Altenburg tätig. Als Künstler widmete er sich fast ausschließlich der Sakralen Kunst. Viele Kirchen im sächsisch-thüringischen Raum wurden von ihm ausgestaltet. Einen besonderen Schwerpunkt seiner Arbeiten bildeten Entwürfe und Ausfertigungen von Blei- und Betonglasfenstern, sowie Kreuzwege, Altargemälde und Darstellungen von Heiligen, bevorzugt in Pastellmalerei. Daneben schuf er Tabernakel, Kirchenleuchter und Kreuze in Holz und Bronze. In späteren Jahren verfasste er auch Betrachtungen zu seinen sakralen Kunstwerken.
Seit dem 16. Lebensjahr setzte er sich intensiv mit Dantes Göttlicher Komödie auseinander, die starken Einfluss auf sein Leben und Schaffen ausübte. Aus diesem Werk stammte sein Lebensmotto: Die Liebe ist es, die das All bewegt.
Höbelt war bis ins hohe Alter produktiv tätig. Er wurde auf dem Hauptfriedhof Altenburg beerdigt.

## Ehrungen
- 1995: Ehrendoktorwürde der Akademie der Schönen Künste, Boretto
- 2004: Kunstpreis der Stadt Altenburg

## Werke (Auswahl)
- Altenburg, Katholische Kirche Erscheinung des Herrn: Gestaltung des Seitenschiffs und des Vorraums der Kirche
- Böhlen, Katholische Kirche Christkönig: Kreuzweg, Bild: Maria mit dem Kinde, Bild: St. Joseph
- Chemnitz, Katholische Kirche St. Antonius: Kreuzweg, Tabernakel, Ambo, Bild: Maria mit dem Kinde, Bild: Hl. Antonius
- Flöha, Katholische Kirche St. Theresia: Betonglasfenster
- Markranstädt, Katholische Kirche Maria, Hilfe der Christen: Altarfenster Auferstandener Jesus als Guter Hirte
- Meerane, Katholische Kirche St. Marien: Betonglasfenster, Schmiedeeiserne Leuchter
- Neustadt am Rennsteig, Evangelische Kirche St. Michael: 5 Betonglasfenster, Thema: Michaels Kampf
- Rositz, Katholische Kirche Mutter Gottes vom Berge Karmel: 5 Betonglasfenster im Altarraum, 8 Bleiglasfenster im Kirchenschiff, Altarfresko, Kreuzweg
- Schmölln, Katholische Kirche Maria, Unbefleckte Empfängnis: Kreuzweg (2007), Altarfenster, Leuchter, Emporenfenster Rosa Mystica
- Dorfkirche Raila: 6 Betonglasfenster